# Deal (pel·lícula de 2008)
Deal és una pel·lícula al voltant del pòquer estrenada el 2008 amb Burt Reynolds, Bret Harrison i Shannon Elizabeth de protagonistes.

## Argument
És la història d'un jove jugador a qui agrada passar el seu temps lliure jugant al pòquer amb els seus amics i decideix inscriure's un dia sobre un torneig en línia. Gràcies a les seves capacitats, aconsegueix ser classificat per a la final que serà retransmesa en directe per la televisió. Com a conseqüència d'aquest pas televisiu, un antic jugador de pòquer es fixa en ell, malgrat la seva eliminació. Li proposarà un "deal", li ensenyarà com millorar, i li pagarà les inscripcions per als torneigs, a canvi de repartir en parts iguales els guanys.

## Repartiment
- Bret Harrison: Alex Stillman
- Burt Reynolds: Tommy Vinson
- Shannon Elizabeth: Michelle
- Charles Durning: Charlie Adler
- Jennifer Tilly: Karen 'Razor' Jones
- Maria Mason: Helen Vinson
- Gary Grubbs: Mr. Stillman
- Caroline McKinley: Mrs. Stillman
- Brandon Olive: Ben Thomas
- Jon Eyez: Mike 'Double Diamond' Jackson
- J.D. Evermore: Tex Button
- Courtney Friel: Herself
- Phil Laak: Ell mateix
- Antonio Esfandiari: Ell mateix
- Vincent Van Patten: Ell mateix
- Scott Lazar: Ell mateix
- Chris Moneymaker: Ell mateix
- Greg Raymer: Ell mateix
- Isabelle Mercier: Ella mateixa
- Mike Sexton: Ell mateix